# Muchajjam Kalandija
Muchajjam Kalandija (arab. مخيم قلنديا) –  obóz uchodźców palestyńskich w Autonomii Palestyńskiej (środkowy Zachodni Brzeg, muhafaza Jerozolima). Według danych szacunkowych Palestyńskiego Centralnego Biura Statystycznego w 2016 roku obóz liczył 10 324 mieszkańców